# Кастельверрино
Кастельверрино (итал. Castelverrino) — коммуна в Италии, располагается в регионе Молизе, в провинции Изерния.
Население составляет 130 человек (2008 г.), плотность населения составляет 22 чел./км². Занимает площадь 6 км². Почтовый индекс — 86080. Телефонный код — 0865.
Покровителем коммуны почитается святой Викентий, празднование в первое воскресение мая.

## Демография
Динамика населения:

## Администрация коммуны
- Официальный сайт: